# 34 Pułk Armat Polowych (austro-węgierski)
Pułk Armat Polowych Nr 34 (FKR. 34) – samodzielna jednostka cesarsko-królewskiej artylerii Armii Austro-Węgier.
Nazwa niemiecka: Feldkanonenregiment 34.

## Skład
- Dowództwo
- 4 x bateria po 6 armat 8 cm FK M.5.
- bateria rezerwowa.

## Dowódca 1914
OberstEmanuel Werz.

## Dyslokacja 1914
Garnizon Braszów.

## Podporządkowanie w 1914
XII Korpus, 12 Brygada Artylerii Polowej.